# Jan Alensoon

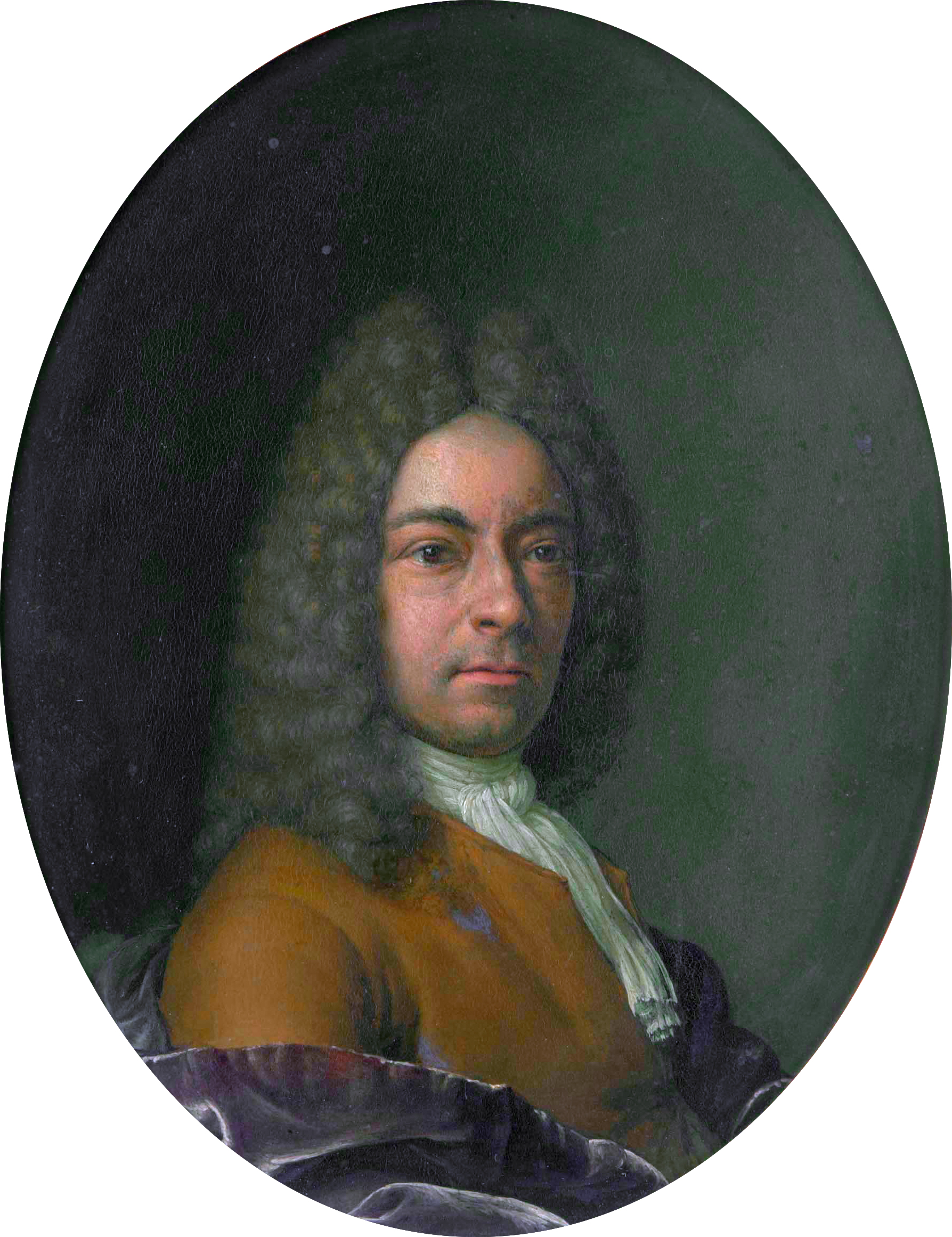
Jan Alenson (Frans van Mieris (II), 1718)

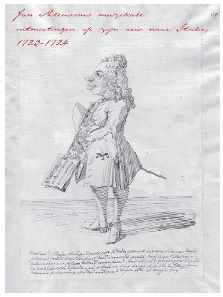
Tekening door Pietro Leone Ghezzi

Jan Alensoon (1683 - Leiden, 1769) was een Leids jurist en muziekkenner.
Jan Alensoon was vermaard om zijn bijzondere stem. Hij kon drie octaven bestrijken zodat hij beschikte over een bas en een hoge falset.
Jan Alensoon is bekend gebleven vanwege zijn verslag van de grand tour die de Leidse regentenzoon tussen 5 september 1723 en 19 september 1724 maakte. Over deze reis door de Zuidelijke Nederlanden, Frankrijk, Italië (tot Napels), Zwitserland en Duitsland schreef Jan Alensoon een reisverslag van 482 pagina's met een register van 52 pagina's. Het manuscript werd wel door vooral muziekwetenschappers bestudeerd maar het is nooit uitgegeven.
Hij trok tijdens zijn reis overal in Europa de aandacht door zijn bijzondere talent om geheel alleen een duet (van bas en falset) te zingen en zichzelf daarbij op het klavecimbel te begeleiden. Alensoon ontmoette Benedetto Marcello en Carlo Luigi Pietragrua en hoorde op zijn reis Tomaso Albinoni, Nicola Porpora en Geminiano Giacomelli. Hij zong duetten met de beroemde zangeressen Faustina Bordoni, de vrouw van Johann Adolf Hasse en Mme Falletti in Turijn.
Jan Alensoon die ook het orgel bespeelde beschreef in zijn reisverslag uitgebreid het Europese muziekleven van het eerste kwart van de 18e eeuw. Hij beschreef zijn penningverzameling en publiceerde ook over muziek. Van zijn hand is ook een Nederlandse vertaling van een invloedrijk boek over zang van de Italiaanse castraat Pier Francesco Tossi.
Op bestuurlijk gebied was de gepromoveerde jurist actief als regent van de Leidse gasthuizen voor "sieke personen, drankzuchtigen en krankzinnigen".
Van Jan Alensoon bestaan in ieder geval twee portretten en een karikatuur van de hand van de Romeinse schilder Pietro Leone Ghezzi. Hij werd met allongepruik geportretteerd door Frans van Mieris de jongere die hem ook op een in de Lakenhal in Leiden bewaard groepsportret van de vijf regenten van de gasthuizen vereeuwigde.
Van het reisverslag werd alleen een fragment, waarin de nadruk op muziek ligt, in 2013 uitgegeven. Het reisverslag werd niet gebruikt door publicisten die over de "Grand Tour" schreven.

## Publicaties en werk van Jan Alensoon
- Dag-register van een korte Reijs door eenige gedeeltens van Vrankrijk, Italie, Switserland ende Duijtschland gedaan door mij, Mr. Jan Alensoon, in de jaaren 1723 en 1724. Ms. in de Universiteitsbibliotheek van Amsterdam. XV-E-25
- Verschenen als Met trekschuit en draagstoel onder redactie van Helen M. Metzelaar (Verloren, 2014)
- Vertaling uit het Italiaans van Opinioni de’ cantori antichi, e moderni o sieno osservazioni sopra il canto figurato van Pier Francesco Tossi.